# Marcel-Georges François
Marcel-Georges François, francoski general, * 27. april 1887, † 17. januar 1982.